# Liste der Premierminister der Turks- und Caicosinseln

Flagge der Turks- und Caicosinseln

Die Liste der Premierminister der Turks- und Caicosinseln (bis 2006 Chief Minister) umfasst die Regierungschefs des in der Karibik liegenden britischen Überseegebiets Turks- und Caicosinseln seit 1976.

## Chief Minister (1976 bis 2006)
| Amtsinhaber                                              | Partei                             | Beginn der Amtszeit | Ende der Amtszeit |
| -------------------------------------------------------- | ---------------------------------- | ------------------- | ----------------- |
| James Alexander George Smith McCartney                   | People’s Democratic Movement (PDM) | August 1976         | 9. Mai 1980       |
| Oswald Skippings                                         | People’s Democratic Movement (PDM) | 19. Juni 1980       | November 1980     |
| Norman Saunders                                          | Progressive National Party (PNP)   | November 1980       | 28. März 1985     |
| Nathaniel Francis                                        | Progressive National Party (PNP)   | 28. März 1985       | 24. Juli 1986     |
| Kommissarischer Regierungsrat (Interim Advisory Council) |                                    | Juli 1986           | Mai 1987          |
| Kommissarischer Regierungsrat                            |                                    | Mai 1987            | März 1988         |
| Oswald Skippings (2. Amtszeit)                           | People’s Democratic Movement (PDM) | 3. März 1988        | April 1991        |
| Washington Misick                                        | Progressive National Party (PNP)   | April 1991          | 3. Februar 1995   |
| Derek Taylor                                             | People’s Democratic Movement (PDM) | 3. Februar 1995     | 15. August 2003   |
| Michael Misick                                           | Progressive National Party (PNP)   | 15. August 2003     | 9. August 2006    |

## Premier (seit 2006)

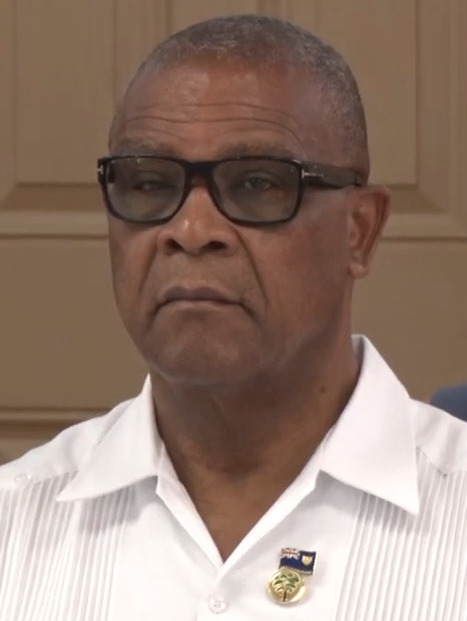
Washington Misick von der Progressive National Party (PNP) ist seit dem 20. Februar 2021 Premier der Turks- und Caicosinseln

| Amtsinhaber                   | Partei                             | Beginn der Amtszeit | Ende der Amtszeit |
| ----------------------------- | ---------------------------------- | ------------------- | ----------------- |
| Michael Misick                | Progressive National Party (PNP)   | 9. August 2006      | 23. März 2009     |
| Galmo Williams                | Progressive National Party (PNP)   | 23. März 2009       | 14. August 2009   |
| Kommissarischer Regierungsrat |                                    | 18. August 2009     | 15. Oktober 2012  |
| Rufus Ewing                   | Progressive National Party (PNP)   | 13. November 2012   | 20. Dezember 2016 |
| Sharlene Cartwright-Robinson  | People’s Democratic Movement (PDM) | 20. Dezember 2016   | 20. Februar 2021  |
| Washington Misick             | Progressive National Party (PNP)   | 20. Februar 2021    | amtierend         |